# チェルシー・カレッジ・オブ・アーツ
チェルシー・カレッジ・オブ・アーツ（Chelsea College of Arts）は、イギリス・ロンドンにあるロンドン芸術大学を構成するカレッジの一つ。
イギリスの主導的美術大学として、国際的にも高い評価を受けている。継続教育・高等教育レベルのファインアート、グラフィックデザイン、インテリアデザイン、空間デザイン、テキスタイルデザイン学科があり、博士課程も有している。

## 沿革

### ポリテクニック
- 1895年：サウス＝ウエスタン・ポリテクニック（South-Western Polytechnic）創立。
- 1922年：チェルシー・ポリテクニック（Chelsea Polytechnic）に改称。
- 1957年：チェルシー科学技術学校（Chelsea College of Science and Technology）が分離し、ロンドン大学に併合される。

### チェルシー美術学校

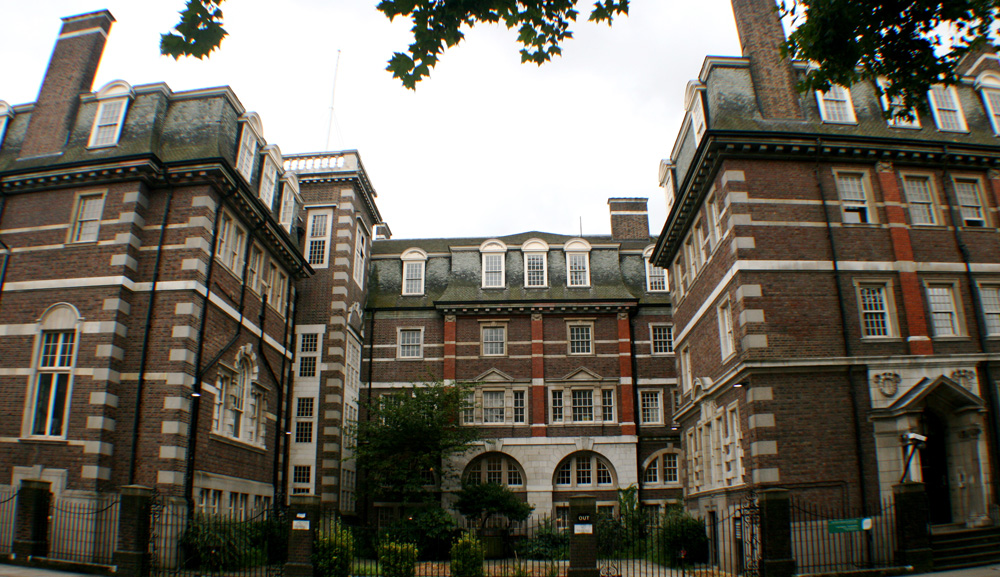
チェルシー・カレッジ・オブ・アート・アンド・デザイン（南ブロック）

- 1908年：美術学校がハマースミス美術学校（Hammersmith School of Art）と合併し、チェルシー美術学校（Chelsea School of Art）になる。

### ロンドン・インスティテュート
- 1986年：チェルシー美術学校がロンドン・インスティテュートのカレッジの一つになる。
- 1989年：チェルシー・スクール・オブ・アート・アンド・デザイン（Chelsea College of Art and Design）に改称。
- 2004年：ロンドン・インスティテュートが大学認可を受け、ロンドン芸術大学に改称。
- 2013年：チェルシー・カレッジ・オブ・アーツ（Chelsea College of Arts）に改称[2]。

## 著名な卒業生
- リタ・アンガス（英語版） (画家)
- フランコ・B（英語版） (アーティスト)
- ジョン・バージャー (美術批評家、小説家、画家、著述家)
- クェンティン・ブレイク (絵本イラストレーター)
- デルフィーヌ・ボエル（英語版） (張り子作家)
- ダーク・ボガード (俳優、著述家)
- エドワード・バラ（英語版） (画家、図案者、版画家)
- スティーヴン・J・バリー（英語版） (著述家、美術批評家、キュレーター、司書)
- ジェーン・カンピオン (映画監督、1993年パルム・ドール受章者)
- セス・カーデュ（英語版） (陶芸家)[3]
- アンソニー・カロ (抽象彫刻家)
- レオノーラ・キャリントン (画家)
- パトリック・カウルフィールド（英語版） (画家、版画家)
- ヘレン・チャドウィック（英語版） (1987年ターナー賞ノミネート)
- ジョージナ・チャップマン（英語版） (女優、モデル、デザイナー)
- アレクサ・チャン (モデル、プレゼンター)
- ロバート・クラトワーシー（英語版） (彫刻家)
- アンドリュー・コリンズ（英語版） (ブロードキャスター、ジャーナリスト)
- キース・コベントリー（英語版） (画家、彫刻家、キュレーター)
- ジョン・クラクストン（英語版） (新ロマン派アーティスト)
- マイケル・カミングス（英語版） (漫画家)
- リチャード・ディーコン（英語版） (彫刻家)
- ピーター・ドイグ (画家)
- モジェブ・アル＝ドサリ（英語版） (クウェートの画家)
- ガイ・ヘンドリックス・ディアス (デザイナー、 BAFTAノミネート映画美術監督)
- キャシー・フェルステッド（英語版） (イラストレーター)
- ニコラス・ファーガソン（英語版） (テレビディレクター、アーティスト)
- レイフ・ファインズ (俳優)
- ローズ・フィン＝ケルシー（英語版） (アーティスト)
- ローラ・フォード（英語版） (彫刻家)
- エリザベス・フリンク (彫刻家、版画家)
- ニック・ガモン（英語版） (アーティスト)
- グレース・ゴールデン（英語版） (画家)
- ニッキー・ホバーマン（英語版） (画家)
- デイヴィッド・ホックニー (アーティスト)
- ボブ・ホームズ（英語版） (アーティスト、デザイナー)
- トム・ジェキンソン (音楽家)
- アニッシュ・カプーア (1991年ターナー賞受章者)
- ジョン・ラサム（英語版） (コンセプチュアルアーティスト)
- ポール・マクダウェル（英語版） (The Temperance Sevenのボーカリスト、俳優)
- イアン・マッケイ（英語版） (著述家)
- スティーヴ・マックイーン (1999年ターナー賞受章者、アカデミー賞受章者、映画監督、プロデューサー、脚本家)
- ウルスラ・マーチャント（英語版） (刃物作家)

- ハルーン・ミズラ（英語版） (画家)
- クリストファー・モンガー（英語版） (著述家、映画監督)
- ニコラス・モンロー（英語版） (ポップアート彫刻家、チェルシー教員[4])
- 森万里子 (アーティスト)
- 松の木タクヤ (アーティスト)
- デイヴィッド・ナッシュ（英語版） (彫刻家)
- ポール・ナッシュ (戦争画家)
- マイク・ネルソン（英語版） (2001年、2007年ターナー賞ノミネート)
- カレン・ニューマン（英語版） (彫刻家)
- ルパート・ノーフォーク（英語版） (彫刻家)
- ディルムッド・バイロン・オコーナー（英語版） (彫刻家、アートディレクター)
- クリス・オフィリ（英語版） (1998年ターナー賞受章者)
- ジョン・オニール（英語版） (テレビゲームデザイナー[5])
- アレックス・ランドール（英語版） (照明デザイナー)
- ニック・レインスフォード（英語版） (イギリス国会議員)
- ジェームズ・リチャーズ（英語版） (2014年ターナー賞ノミネート)[6]
- アラン・リックマン (俳優)
- バーバラ・ロッブ（英語版） (運動家)
- トレバー・ロビンソン（英語版） (クリエイティブディレクター)
- アンドリュー・サビン（英語版） (アーティスト、彫刻家)
- アレクセイ・セイル（英語版） (芸人、俳優)
- コンラッド・ショークロス（英語版） (アーティスト)
- ジェイク・ティルソン（英語版） (アーティスト)
- ウィンストン・トン（英語版） (陶芸家)
- スザンヌ・トレイスター（英語版） (アーティスト)
- ガヴィン・ターク（英語版） (アーティスト)
- エセル・ウォーカー (画家)
- マーク・ウォリンガー（英語版） (2007年ターナー賞受章者)
- レベッカ・ウォーレン（英語版） (2006年ターナー賞ノミネート)
- リチャード・ウェイセン（英語版） (画家)
- ジリアン・ウェアリング（英語版） (1997年ターナー賞受章者)
- クリス・ウェルズビー（英語版） (実験映像作家)
- フレッド・ウィリアムズ（英語版） (オーストラリアの画家)
- エミリー・ヤング（英語版） (石彫作家)
- オシップ・ザッキン (アーティスト、彫刻家)